# Nationale Volksactie
De Nationale Volksactie (Portugees: Acção Nacional Popular, ANP), was een Portugese politieke beweging.
De ANP was de opvolger van de União Nacional en werd in februari 1970 tijdens het congres van de União Nacional gevormd. Als voorzitter werd premier Marcello Caetano gekozen. Net als de União Nacional (UN) beweerde de ANP geen politieke partij te zijn maar "alle Portugezen en groeperingen in de samenleving" te vertegenwoordigen. Pogingen van Caetano om met de ANP de Portugese maatschappij voorzichtig te hervormen werd door de rechtse militairen en conservatieve zakenlieden gedwarsboomd. De ANP werd in april 1974, na de Anjerrevolutie, ontbonden.

## Voorzitters
- 1970 - 1972: Marcello Caetano
- 1972 - 1974: Elmano Alves